# Maxine Waters

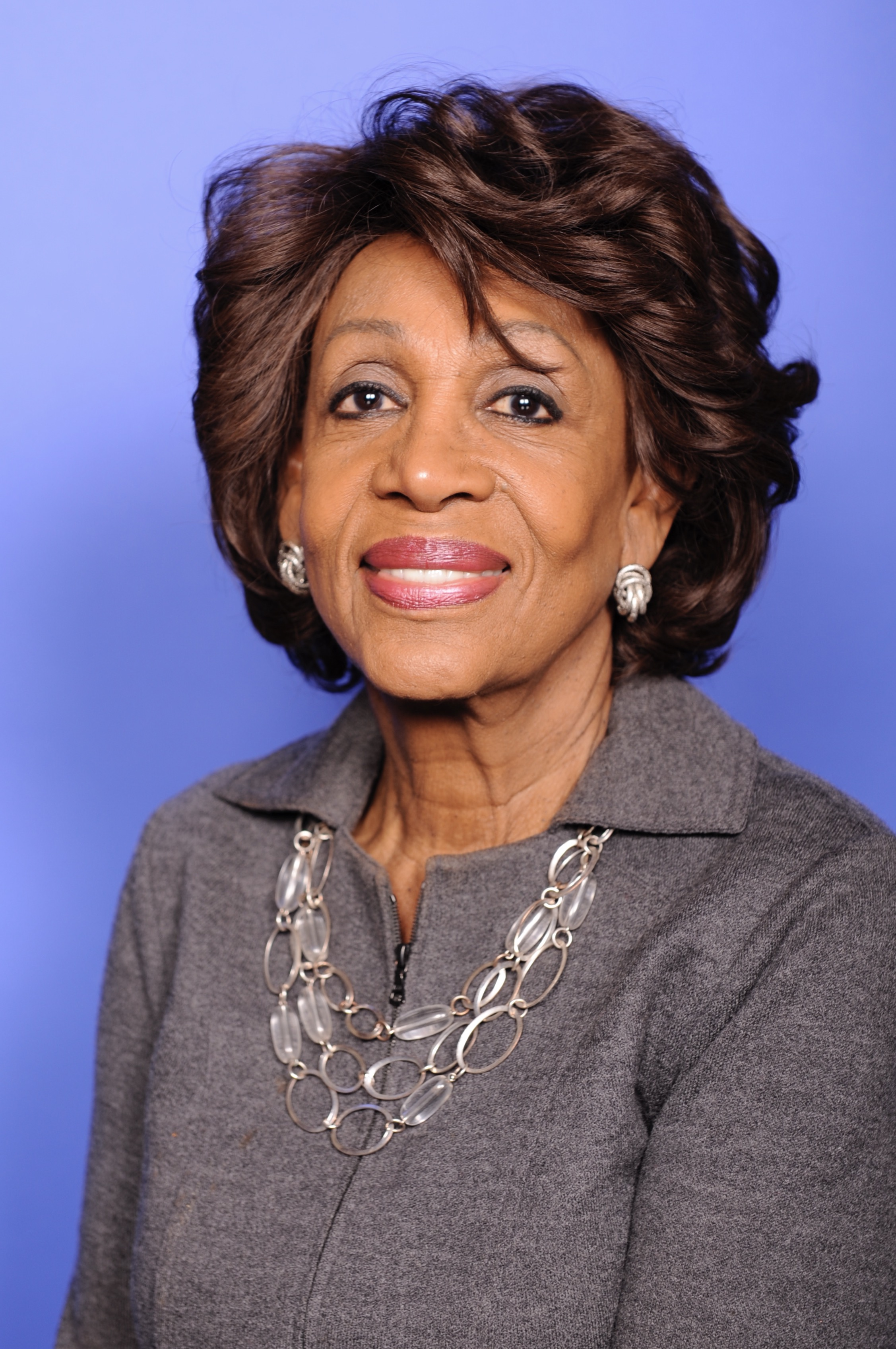
Maxine Waters (2012)

Maxine Moore Carr Waters (* 15. August 1938 in St. Louis, Missouri) ist eine US-amerikanische Politikerin der Demokratischen Partei. Seit 1991 vertritt sie den Bundesstaat Kalifornien, aktuell für den 43. Wahlbezirk, im Repräsentantenhaus der Vereinigten Staaten.

## Familie, Ausbildung und Beruf
Waters wurde als fünftes Kind von 13 geboren und von ihrer alleinerziehenden Mutter aufgezogen. Maxine Moore Carr, so ihr Geburtsname, besuchte die Vashon High School in St. Louis. Im Jahr 1961 zog sie nach Kalifornien. Dort arbeitete sie unter anderem in einer Bekleidungsfabrik und als Telefonistin. Ab 1966 war sie in Watts für das lokale Projekt Head Start Program tätig. Außerdem studierte sie bis 1970 an der California State University in Los Angeles. Sie erlangte einen Bachelor of Arts und arbeitete danach unter anderem als Lehrerin.
Sie gründete das gemeinnützige Black Women's Forum mit, in dem über tausend Afroamerikanerinnen organisiert sind. Mitte der 1980er begann Maxine Waters das Project Build, bei dem im Rahmen des sozialen Wohnungsbaus Jugendliche in Bauberufen ausgebildet und vermittelt werden.
Maxine Waters hat zwei erwachsene Kinder und ist in zweiter Ehe mit Sidney Williams, dem ehemaligen U.S. Botschafter beim Commonwealth of The Bahamas, verheiratet. Das Paar lebt in Hancock Park, fußläufig zu ihrem Wahlbezirk in Los Angeles.

## Politische Laufbahn
Während ihres Studiums begann Waters eine politische Laufbahn. Zwischen 1972 und 1988 war sie Delegierte zu allen Democratic National Conventions; von 1977 bis 1991 saß sie als Abgeordnete in der California State Assembly. Als Abgeordnete in Kalifornien verantwortete sie das erste amerikanische Trainingsprogramm zur Vorbeugung von Kindsmissbrauch, das Verbot von Körperuntersuchungen bis zur Haut bei nicht gewaltsamen Vergehen, und das erste Gesetz zur Schließung von Fabriken in den Vereinigten Staaten.
Bei der Wahl 1990 wurde Waters im 29. Kongresswahlbezirk Kaliforniens in das US-Repräsentantenhaus in Washington, D.C. gewählt, wo sie am 3. Januar 1991 die Nachfolge von Augustus F. Hawkins antrat. Nach einem Neuzuschnitt der Wahlkreise vertrat sie ab 1993 den 35. und ab 2013 den 43. Kongresswahlbezirk ihres Staates, der trotz der unterschiedlichen Benennungen immer ähnliche Gebiete mit Teilen der Stadt Los Angeles umfasste. Sie gehört, mit der erfolgreichen Wiederwahl 2024, nunmehr seit 18 Wahlen zum Kongress der Vereinigten Staaten. Ihre aktuelle Legislaturperiode im Repräsentantenhaus des 119. Kongresses läuft bis zum 3. Januar 2027.

## Positionen und Kontroversen
In den Jahren 1997 und 1998 leitete sie den Congressional Black Caucus; ferner gehört sie dem Congressional Progressive Caucus an. Sie kämpft gegen Rassendiskriminierung und unterstützte einen Antrag zur Entschädigung der Nachkommen der früheren Sklaven. Waters war auch eine entschiedene Gegnerin des Irakkrieges. Seit 2004 wurde sie immer wieder mit Bestechungsvorwürfen konfrontiert; es kam aber trotz einiger Untersuchungen zu keiner Anklage.
Waters geriet während Donald Trumps erster Präsidentschaft wegen ihrer häufigen Kritik am Präsidenten stärker in den Fokus der Medien. Nachdem sie für ein Amtsenthebungsverfahren gegen Donald Trump geworben hatte, wandte sich Trump via Twitter gegen Waters und bezeichnete sie als eine Person mit „sehr niedrigem IQ“. Dagegen haben republikanische Kongressabgeordnete ihre Fähigkeit und Bereitschaft, überparteilich zusammenzuarbeiten, hervorgehoben. So hob der aus Oklahoma stammende Abgeordnete Frank Lucas hervor, dass Waters eine Angelegenheit vollständig erfasse und ihr Wort halte. Waters war bis 2019 Ranking Member des Finanzausschusses und seit dem Sieg der Demokraten bei der Wahl 2018 Ausschussvorsitzende.
Maxine Waters forderte im Umfeld von Demonstrationen, die das Gerichtsverfahren gegen einen der beteiligten Polizisten im Zusammenhang mit der Tötung von George Floyd durch die Polizei im April 2021 begleiteten, dass, sollte die Jury auf Freispruch entscheiden, Demonstranten „aktiver“ und „konfrontativer“ werden sollten. Einige Demonstranten hatten sich vor dem Brooklyn Center zu einer Mahnwache für Daunte Wright versammelt, ein weiterer Afroamerikaner, der von der Polizei am 11. April 2021 bei einer Verkehrskontrolle getötet worden war. Ihre Äußerungen wurden vom amtierenden Richter kritisiert und von ihm als möglicher Verstoß gegen Waters Eid auf die Verfassung interpretiert.

## Belege
1. ↑  Rep. Maxine Waters. In: Biography from LegiStorm. Abgerufen am 25. Juli 2022 (englisch).
2. 1 2 3  Biography. In: U.S. House of Representatives. Archiviert vom Original (nicht mehr online verfügbar) am 23. März 2022; abgerufen am 25. Juli 2022 (englisch).  Info: Der Archivlink wurde automatisch eingesetzt und noch nicht geprüft. Bitte prüfe Original- und Archivlink gemäß Anleitung und entferne dann diesen Hinweis.
3. 1 2  Maxine Waters in den Archives of Women's Political Communication der Iowa State University
4. ↑  Maxine Waters in der Ballotpedia
5. ↑  Representative Maxine Waters. In: Library of Congress. Abgerufen am 25. Juli 2022 (englisch).
6. ↑  Zachary Warmbrodt: Why Republicans actually like Maxine Waters. In: Politico, 29. Oktober 2018.
7. ↑  The Washington Times https://www.washingtontimes.com/:+Maxine Waters poised to chair powerful House Financial Services Committee. Abgerufen am 14. Juli 2020 (amerikanisches Englisch).
8. ↑  Malte Lehming: Urteil im George-Floyd-Prozess: Kommt es noch zu einem Berufungsverfahren? In: tagesspiegel.de. 21. April 2021, abgerufen am 31. Januar 2024.
9. ↑  Paulina Villegas: "Judge addresses Rep. Waters’s comments on Chauvin trial as Republican criticism mounts" washingtonpost.com vom 20. April 2021

| Personendaten    | Personendaten                    |
| ---------------- | -------------------------------- |
| NAME             | Waters, Maxine                   |
| ALTERNATIVNAMEN  | Carr, Maxine Moore (Geburtsname) |
| KURZBESCHREIBUNG | US-amerikanische Politikerin     |
| GEBURTSDATUM     | 15. August 1938                  |
| GEBURTSORT       | St. Louis, Missouri              |